# Liza Marcos
Marie Louise Araneta de Marcos (Manila, Filipinas, 21 de agosto de 1959), popularmente conocida como Liza Marcos, es una abogada, académica y primera dama de Filipinas. Es la esposa de Bongbong Marcos, el decimoséptimo presidente de Filipinas. Nacida en Manila, Araneta Marcos es graduada de la Universidad Ateneo de Manila y completó sus cursos de posgrado en la Universidad de Nueva York.
Abogada y profesora de profesión, dictó clases en diversas universidades del país, antes de ser socia fundadora del Estudio MOST (Marcos, Ochoa, Serapio & Tan) y M&A Associates. Conoció a Bongbong Marcos en la ciudad de Nueva York en 1989 antes de casarse en 1993. Araneta Marcos también se desempeñó como estratega principal en la campaña presidencial de su esposo y es vista como una de las personas clave que influyen en la presidencia de su esposo.

## Vida y educación
Liza Araneta nació el 21 de agosto de 1959 en Manila, Filipinas, de Manuel L. Araneta Jr., un atleta olímpico de baloncesto filipino que nació en la ciudad de Iloilo pero se crio en Bago, Negros Occidental y Milagros A. Cacho. Sus dos padres eran de ascendencia española y provenían de antecedentes políticos prominentes, mientras que su conexión con la familia Araneta se remonta a sus raíces vascas. Araneta también es prima hermana de Jeric Soriano, el padre del cineasta Paul Soriano. Ella, junto con su esposo, también fueron los principales patrocinadores del matrimonio de Soriano con la actriz Toni Gonzaga. Además de estar afiliada a la familia Marcos, también tiene una conexión con la familia Roxas, ya que su padre es primo hermano de Judith "Judy" Araneta-Roxas, la madre de la política Mar Roxas, lo que hace que ella y el ex secretario del Interior primos segundos.  También tiene vínculos con la familia Cojuangco, ya que la hermana menor de Milagros, Rosario A. Cacho, estaba casada con Pedro Cojuangco, el hermano mayor de la expresidenta Corazón Aquino.
Araneta estudió en la Universidad Ateneo de Manila, donde se graduó con una Licenciatura en Artes en Estudios Interdisciplinarios en 1981, y obtuvo su Licenciatura en Derecho en la misma universidad en 1985. Después de graduarse del Ateneo, Liza se matriculó en la Universidad de Nueva York, donde completó sus cursos de posgrado en procedimiento penal.

## Carrera
Araneta comenzó su carrera como abogada en la ciudad de Nueva York después de graduarse de la Universidad de Nueva York y se convirtió en profesora de derecho en varias facultades y universidades de derecho de todo el país. Comenzó su carrera docente en la Facultad de Derecho de la Universidad Far Eastern en Manila de 1996 a 1998, y en la Facultad de Derecho de la Universidad Northwestern de 1998 a 2006. En 2006, interrumpió temporalmente su carrera como profesora para convertirse en miembro fundadora del Estudio de Abogados MOST (Marcos, Ochoa, Serapio & Tan). Araneta Marcos dejó la firma en enero de 2019 para iniciar su propia firma de abogados, llamada M&A Associates.
Araneta Marcos finalmente regresó a la enseñanza en 2010, donde se convirtió en profesora en Pamantasan ng Lungsod ng Maynila de 2010 a 2014, antes de mudarse a la Universidad de San Luis en 2014 a 2018, y finalmente en la Facultad de Ciencias de la Universidad Estatal Mariano Marcos (MMSU). Derecho de 2018 a 2020. Durante su tiempo como profesora en MMSU, también se desempeñó como decana asistente en la Facultad de Derecho, antes de terminar su carrera docente por segunda vez, después de que luchó para adoptar el cambio de cara- clases presenciales al aprendizaje en línea debido a la Pandemia de COVID-19.
Su afirmación en su currículum en línea de ser miembro de la Asociación de Abogados del Estado de Nueva York (NYSBA) fue cuestionada en abril de 2022. En una respuesta por correo electrónico a Rappler, la NYSBA respondió que ella no es miembro de su organización, indicando que su nombre y no existen variaciones de dicho nombre en su base de datos. Vera Files también realizó una investigación de verificación de hechos por separado que terminó en una conclusión similar.

## Primera dama de Filipinas

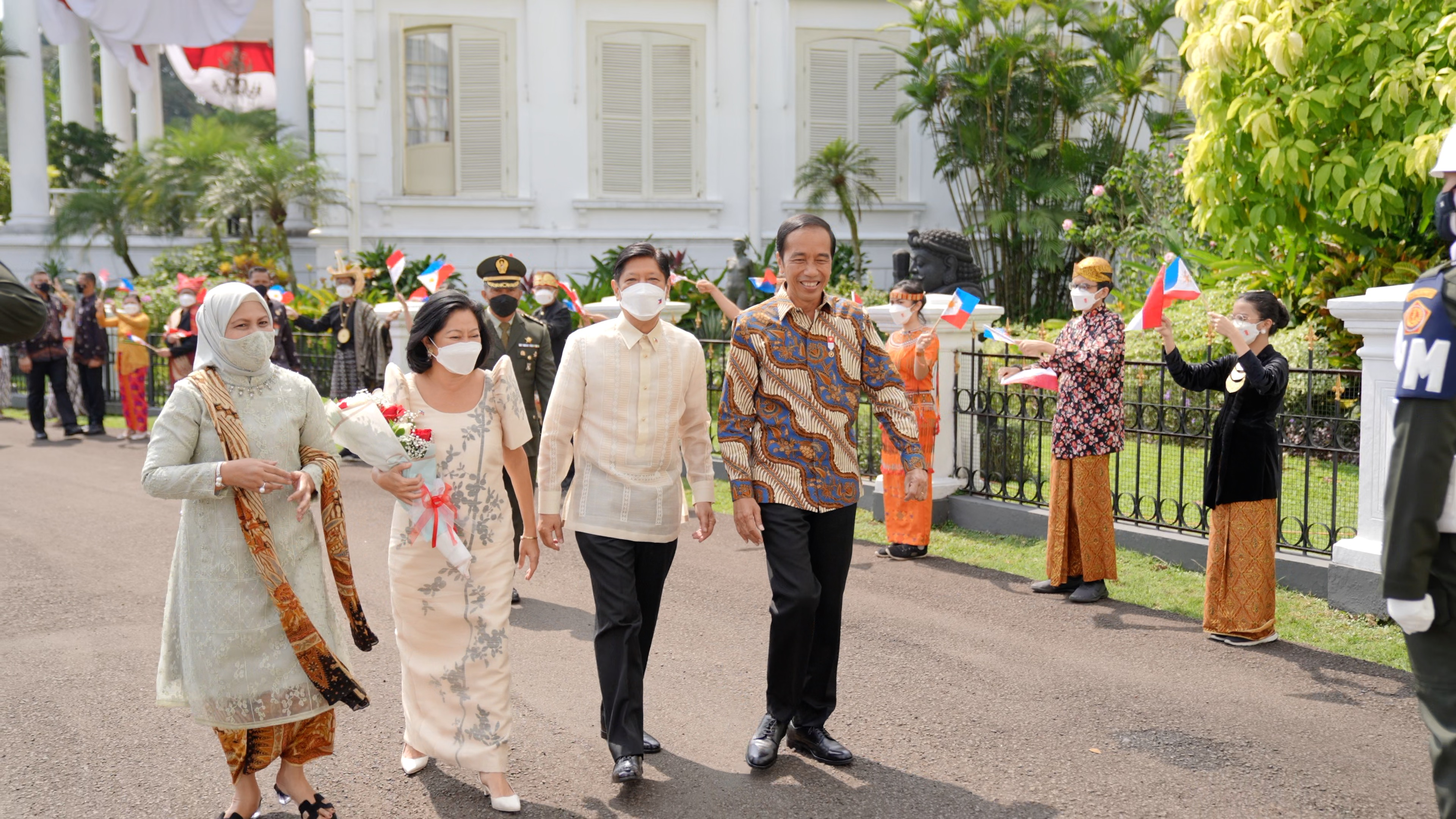
La pareja presidencial Marcos (centro) con el presidente indonesio Joko Widodo y la primera dama de Indonesia Iriana en Bogor, septiembre del 2022

Durante las elecciones filipinas de 2022, Araneta Marcos se desempeñó como estratega principal de la campaña presidencial de su esposo y colaboró con Paul Soriano en la realización de anuncios de campaña de Marcos. Cuando se trata de ciertas posiciones políticas, Araneta Marcos está a favor de la legalización del divorcio en Filipinas, pero por "razones convincentes" mantiene que el matrimonio no debería ser fácilmente disuelto. También es partidaria de legalizar el aborto en casos de embarazos resultantes de violación e incesto, así como de legalizar las relaciones entre personas del mismo sexo. Araneta-Marcos dejó temporalmente su propio bufete de abogados tras la victoria de su marido en las elecciones del 2022, para cumplir con sus funciones como primera dama de Filipinas.  Su asunción del cargo marca la primera vez que Filipinas tiene una primera dama desde Loi Ejército, la esposa del presidente Joseph Estrada.
Además de ser primera dama, Araneta Marcos continuó su carrera docente a tiempo parcial. En agosto del 2022, eligió enseñar derecho penal a tiempo parcial en la Universidad Estatal de West Visayas en Iloilo, la provincia de origen de su padre.  El 27 de julio de 2022, organizó una reunión con el secretario de Marina de los Estados Unidos, Carlos Del Toro, y su esposa, Betty Del Toro, y la embajadora de los Estados Unidos en Filipinas, MaryKay Carlson. El 3 de agosto del 2022, Araneta Marcos realizó su primer evento en Malacañang, al presentar el almuerzo de damas embajadoras, realizado en el Salón Ceremonial Rizal. El mismo día, también lanzó su propia página de Facebook. El 4 de agosto de 2022, también celebró un almuerzo con el embajador chino Huang Xilian y sus dignatarios. El 8 de agosto del 2022, Araneta Marcos fue la invitada de honor en los ejercicios de graduación número 78 en la Universidad de Batangas.
El 9 de agosto de 2022, Araneta Marcos fue la invitada de honor en la graduación del Curso de Protección vip Clase 128-2022 en la Sede del Grupo de Seguridad Presidencial (PSG) en el Parque Malacañang.  El 15 de agosto de 2022, asistió a la recepción del Día de la Independencia de la India en Shangri-La en Fort, Manila. En un evento de inauguración el 3 de noviembre de 2022, Araneta Marcos fue nombrada presidenta nacional y jefa de Girl Scouts de Girl Scouts of the Philippines.

## Vida personal
Lisa Araneta Marcos conoció a Bongbong Marcos, el hijo del expresidente Ferdinand Marcos y su futuro esposo, en 1989 en la ciudad de Nueva York a través de amigos en común. Lisa trabajaba como abogada en ese momento mientras la familia de Bongbong estaba exiliada de Filipinas luego de la Revolución del Poder Popular de 1986. Ella y Bongbong se casaron el 17 de abril de 1993 en la Iglesia de San Francisco en Fiesole, Italia. Tienen tres hijos, incluido el representante del distrito 1 de Ilocos Norte, Sandro Marcos (nacido en 1994). Se sabe que Araneta Marcos vivía en una vida privada antes de la candidatura presidencial de su esposo y rara vez participa en entrevistas con los medios. La familia Marcos mantiene una residencia en Forbes Park, Macati.